# Pristimantis scitulus
Espèce
Synonymes
- Eleutherodactylus scitulus Duellman, 1978

Statut de conservation UICN

 DD  : Données insuffisantes
Pristimantis scitulus est une espèce d'amphibiens de la famille des Craugastoridae.

## Répartition
Cette espèce est endémique de la province de Lucanas dans la région d'Ayacucho au Pérou. Elle se rencontre à Yuraccyaco vers 2 620 m d'altitude.

## Publication originale
- Duellman, 1978 : Two new species of Eleutherodactylus (Anura: Leptodactylidae) from the Peruvian Andes. Transactions of the Kansas Academy of Science, vol. 81, no 1, p. 65-71.